# Крајпуташ Милосаву Вујовићу у Брђанима
Крајпуташ Милосаву Вујовићу у Брђанима (Oпштина Горњи Милановац) налазио се крај Ибарске магистрале, у смеру ка Београду. Подигнут је војнику Милосаву Вујовићу страдалом у у бици на Кладници 1876. године.
Овај и још један крајпуташ непознатом Брђанцу - такође учеснику Јаворског рата, изваљени су у саобраћајној несрећи приликом превртања камиона 1980. године. Остаци споменика нису сачувани.

## Опис
Фотографија Миломира Глишића сведочи да је споменик Милосаву Вујовићу био у облику стуба, исклесан од тврдог камена и украшен урезима са по два спојена крста. Епитаф је био уклесан у доњој зони споменика.

## Епитаф
Мила браћо и читаоци
приђите прочитајте спомен
војника III чете II бат.
Рудничке бриг.
МИЛОСАВ ВУЈОВИЋ
рођ[ен] 1845.
из Брђана
поживио 25. г.
а погибе на Кладници
борећи се са Турцима
1876. [године].
Споменуше га
зет Сретен Јоваше[вић]
из Прељ[ине] [и]
јаран Тешић из Брђана
1895. г.